# Pseudoseptis
Pseudoseptis là một chi bướm đêm thuộc họ Noctuidae, hiện tại nó được coi là đồng nghĩa của Dichagyris.

## Former species
- Pseudoseptis grandipennis (Grote, 1883)